# Андреу, Антонакис
Антонакис Андреу (24 ноября 1974, Декелия, Кипр) — кипрский стрелок, участник трёх Олимпийских игр в дисциплине скит.
Дебютировал на Олимпийских играх в 1996 году в Атланте. На играх 1996 года Андреу завершил выступление, набрав 121 очко, и занял 9 место. В 2000 году вновь отправился на Олимпиаду и был знаменосцем своей сборной на церемонии открытия. На играх 2000 года занял 8 место, с результатом 122 очка. В третий раз принял участие в играх в 2012 году, но на этот раз набрал лишь 115 очков и занял 22 место.
Лучший результат на чемпионатах мира — 4 место на чемпионате 2010 года.

## Личная жизнь
Женат, имеет 4 детей.